# ملیح عبدالله اوغلو
ملیح عبداله اغلو (زاده ۱۰ مارس ۱۹۶۸) کارآفرین آمریکایی ترکیه ای و مدیر عامل شرکت امنیتی اینترنتی کومودو گروپ است که وی آن را در سال ۱۹۹۸ در انگلستان تأسیس و در سال ۲۰۰۴ به ایالات متحده منتقل کرد. در نوامبر سال ۲۰۱۷، او ۵۰٪ از سهم این شرکت را به فرانسیسکو پارتنرز، یک شرکت با سهام خصوصی مستقر در سان فرانسیسکو فروخت.